# Ljungskile
Ljungskile – miejscowość (tätort) w Szwecji, w regionie administracyjnym (län) Västra Götaland, w gminie Uddevalla.
Według danych Szwedzkiego Urzędu Statystycznego liczba ludności wyniosła: 3689 (31 grudnia 2015), 3905 (31 grudnia 2018) i 4024 (31 grudnia 2019).